# 積算法
積算法
1. 発注業務の価格を予定価格として積算によって算出する方法のこと
2. 不動産の新規賃料を求める手法の一つ

積算法（せきさんほう）とは、不動産の新規賃料を求める手法の一つである。本項目においては、基本的に不動産鑑定評価基準による。ここでは、次のとおり定義される。
対象不動産について、価格時点における基礎価格を求め、これに期待利回りを乗じて得た額に必要諸経費等を加算して対象不動産の賃料を求める。
対象不動産の基礎価格、期待利回り、及び必要諸経費等の把握を的確に行い得る場合に有効である。この定義のとおり費用性、元本と果実との間の相関関係に着目した手法であり、本来、貸主側の論理、要請に基づくものと言える。
なお、賃料を求める手法として共通性のある「利回り法」も本項目で扱う。

## 基礎価格
積算賃料を求めるための基礎となる価格をいい、原価法及び取引事例比較法により求める。

## 期待利回り
賃貸借に供する不動産を取得するために要した資本額に対して期待される純収益のその資本相当額に対する割合をいう。
還元利回りに準じて求められるが、賃料の算定期間及び契約内容等賃料の特性に留意して求める必要がある。

## 必要諸経費等
不動産の賃貸借等に当たってその賃料に含まれる必要諸経費等として、次のものが例示される。
減価償却費、維持管理費、公租公課、損害保険料、貸倒れ準備費、空室等による損失相当額

## 利回り法
利回り法（りまわりほう）とは、不動産の継続賃料を求める手法の一つである。基礎価格に継続賃料利回りを乗じて得た額に必要諸経費等を加算して試算賃料を求める。
基礎価格、必要諸経費等については、積算法に準じた方法で求めるものである。

### 継続賃料利回り
現行賃料を定めた時点における基礎価格に対する純賃料の割合を標準とし、契約締結時及びその後の各賃料改定時の利回り、基礎価格の変動の程度、対象不動産と類似の不動産等の事例における利回りを総合的に比較考量して求めるものとされる。